# Federico Bellomi
Federico Bellomi (Colognola ai Colli, 13 marzo 1928 – Verona, 25 aprile 2010) è stato un pittore, scultore e incisore italiano.

## Biografia
Pittore scoperto da Dante Broglio, insegnante all'Accademia di belle Arti G. B. Cignaroli di Verona, è noto soprattutto per i suoi affreschi, che troviamo in diversi edifici, e per le vetrate di diverse chiese, in particolare l'affresco nella chiesa parrocchiale di Quaderni che dipinse interamente negli anni sessanta e che poi tornò ad affrescare ancora nel 1984 producendo due opere e rifacendo completamente il grande catino absidale.
Nel locale quattrocentesco Antica Locanda Mincio di Valeggio sul Mincio affrescò le sale dipingendo "Storie del Mincio" e per le quali posò per alcune ore il giornalista Indro Montanelli, che fu ritratto nei panni di Virgilio.

Nella chiesa parrocchiale di Sant'Anna in Lugagnano (Sona) dipinse una grande tempera di caseina lattica (tecnica affine all'affresco)
Scompare il 25 aprile 2010 a Verona.
Il comune di Villafranca gli ha dedicato una grande mostra retrospettiva.